# Nick Runderkamp
Nick Runderkamp (Purmerend, 6 augustus 1996) is een Nederlands voetballer die bij voorkeur als middenvelder speelt.

## Loopbaan
Runderkamp volgde de jeugdopleiding van FC Volendam. Hij debuteerde op 5 mei 2017 in het betaald voetbal, toen hij het met FC Volendam opnam tegen Fortuna Sittard (3–0 verlies). Twee weken later maakte hij zijn thuisdebuut tijdens de play-offwedstrijd tegen NAC Breda (2-2). Hierin schoot hij op aangeven van Rihairo Meulens na 85 minuten spelen de 2-1 tegen de touwen. 
In het seizoen 2017/18 kreeg hij onder de nieuwe trainer Misha Salden meer speeltijd. Op 12 januari 2018 was Runderkamp in een wedstrijd tegen FC Oss op een bijzondere manier trefzeker. Hij schoot na een klein uur spelen vanaf vlak bij de middenlijn de bal over doelman Xavier Mous heen. Het doelpunt werd door Voetbal International verkozen tot doelpunt van de week. Aan het einde van het seizoen werd de treffer door supporters van FC Volendam verkozen tot doelpunt van het jaar.
In het seizoen 2018/19 speelde Runderkamp voornamelijk in het tweede elftal van de wijdbroeken. Met Jong Volendam werd hij dat seizoen kampioen van de Derde Divisie Zondag. In de kampioenswedstrijd tegen HSC '21 (6-1 winst) speelde hij 75 minuten mee. Het volgende seizoen bleef het voor Runderkamp ook voornamelijk bij invalbeurten. FC Volendam maakte op 31 maart 2020 bekend zijn aflopende contract niet te verlengen, waarna hij voor Quick Boys ging spelen.
Op 4 september 2023 tekende hij contract bij RKAV Volendam. Met deze club werd hij in mei 2024 kampioen van de Derde divisie.

## Clubstatistieken in het betaalde voetbal
| Seizoen                             | Club            | Land            | Competitie      | Competitie | Competitie | Beker | Beker | Internationaal | Internationaal | Overig | Overig | Totaal | Totaal |
| Seizoen                             | Club            | Land            | Competitie      | Wed.       | Dlp.       | Wed.  | Dlp.  | Wed.           | Dlp.           | Wed.   | Dlp.   | Wed.   | Dlp.   |
| ----------------------------------- | --------------- | --------------- | --------------- | ---------- | ---------- | ----- | ----- | -------------- | -------------- | ------ | ------ | ------ | ------ |
| 2016/17                             | FC Volendam     | Nederland       | Eerste divisie  | 1          | 0          | 0     | 0     | 0              | 0              | 1      | 1      | 2      | 1      |
| 2017/18                             | FC Volendam     | Nederland       | Eerste divisie  | 26         | 2          | 2     | 1     | 0              | 0              | -      | -      | 28     | 3      |
| 2018/19                             | FC Volendam     | Nederland       | Eerste divisie  | 8          | 0          | 1     | 0     | 0              | 0              | -      | -      | 9      | 0      |
| 2019/20                             | FC Volendam     | Nederland       | Eerste divisie  | 9          | 1          | 0     | 0     | 0              | 0              | 0      | 0      | 9      | 1      |
| Carrière totaal                     | Carrière totaal | Carrière totaal | Carrière totaal | 44         | 3          | 3     | 1     | 0              | 0              | 1      | 1      | 48     | 5      |
| Bijgewerkt tot en met 31 maart 2020 |                 |                 |                 |            |            |       |       |                |                |        |        |        |        |

## Erelijst
| Competitie           |                  |                  |                  |                  |
| Competitie           | Aantal           | Jaar             |                  |                  |
| Jong FC Volendam     | Jong FC Volendam | Jong FC Volendam | Jong FC Volendam | Jong FC Volendam |
| -------------------- | ---------------- | ---------------- | ---------------- | ---------------- |
| Derde divisie Zondag | 1                | 2018/19          |                  |                  |
| RKAV Volendam        |                  |                  |                  |                  |
| Derde divisie        | 1                | 2023/24          |                  |                  |